# IC 4756
IC 4756 هي مجرة تتبع كوكبة الحية. اكتشفها سولون بيلي في 1896.

## روابط خارجية
- IC 4756 على موقع ويكي سكاي: DSS2, SDSS, GALEX, IRAS, Hydrogen α, X-Ray, Astrophoto, Sky Map, Articles and images